# Luigi Michele de Palma
 Luigi Michele de Palma (* 30. April 1958 in Bari) ist ein italienischer Geistlicher und Kirchenhistoriker. Er ist seit 2013 Sekretär des Päpstlichen Komitees für Geschichtswissenschaften.

## Leben
Er wurde am 4. September 1982 in der Kathedrale von Molfetta zum Priester geweiht und ist seit 21. November 2005 Kaplan Seiner Heiligkeit. Er hat einen Doktortitel der Theologie an der Lateranuniversität, Promotion in Philosophie an der Universität Tor Vergata und das Diplom in Archivkunde an der Vatikanischen Schule für Paläographie, Diplomatik und Archivkunde.
Seit 1985 ist er Dozent an der Theologischen Fakultät der Päpstlichen Lateranuniversität, zunächst als Assistent, dann verantwortlich für die Geschichte der antiken und mittelalterlichen Kirche. Er lehrte auch Kirchengeschichte an der Facoltà teologica pugliese (Molfetta) und am Istituto superiore di scienze religiose in Bari.
Autor zahlreicher Publikationen, darunter die Geschichte des Päpstlichen Komitees für Geschichtswissenschaften (2005), leitete die Werkausgabe (6 Bände) des Dieners Gottes Antonio Bello. Als Mitglied der Redaktion einiger Fachzeitschriften ist er Korrespondent der Akademie der Künste und Wissenschaften von Fulginia und Sekretär der italienischen Vereinigung der Professoren für Kirchengeschichte. Er ist Konventualkaplan des Souveränen Malteserordens.

## Schriften (Auswahl)
- als Herausgeber: Studi in onore di Mons. Leonardo Minervini (= Quaderni dell’Archivio Diocesano di Molfetta. Band 4). Mezzina, Molfetta 1983, OCLC 799217122.
- La sede episcopale di Molfetta nei secc. XI–XIII (= Quaderni dell’Archivio Diocesano di Molfetta. Band 5). Mezzina, Molfetta 1983, ISBN OCLC 799217117.
- mit Leonardo Minervini: La sede episcopale di Molfetta nei secc. XI–XIII (= Quaderni dell’Archivio diocesano di Molfetta-Ruvo-Giovinazzo-Terlizzi. Band 6). Mezzina, Molfetta 1983, ISBN OCLC 224400932.
- Vescovi molfettesi del’500 al servizio della Sede apostolica (= Corona Lateranensis. Band 37). Libreria editrice della Pontificia università lateranense, Rom 1987, OCLC 489930119 (zugleich Dissertation, Lateranuniversität).
- L’Oratorio della visitazione nel Collegio dei gesuiti di Molfetta. Indagine sull’applicazione del Concilio di Trento nella chiesa locale (= Quaderni dell’Archivio diocesano di Molfetta-Ruvo-Giovinazzo-Terlizzi. Band 13). Mezzina, Molfetta 1989, ISBN OCLC 27274237.
- als Herausgeber: Studi in onore di Angelo Alfonso Mezzina (= Quaderni dell’Archivio diocesano di Molfetta-Ruvo-Giovinazzo-Terlizzi. Band 20). Mezzina, Molfetta 1997, ISBN OCLC 799217117.
- mit Giovanni Antonio Bovio: Breve historia dell’origine, fondatione e miracoli della devota Chiesa de S. Maria de’ Marteri di Molfetta (= Quaderni dell’Archivio diocesano di Molfetta-Ruvo-Giovinazzo-Terlizzi. Band 21). Mezzina, Molfetta 2000, ISBN OCLC 216598518.
- Le confraternite del Santissimo Sacramento e del Monte di Pietà a Molfetta (= Quaderni dell’Archivio Diocesano di Molfetta. Band 23). Mezzina, Molfetta 2004, ISBN OCLC 100783684.
- Chiesa e Ricerca Storica. Vita e attività del Pontificio Comitato di Scienze Storiche (1954–1989) (= Atti e documenti. Pontificio Comitato di Scienze Storiche. Band 20). Libreria Editrice Vaticana, Vatikan 2005, ISBN 88-209-7748-6.
- mit Salvatore Palese: Il frate Cavaliere. Il tipo ideale del Giovannita fra medioevo ed età moderna (= Pubblicazioni della Facoltà teologica pugliese. Band 1). Ecumenica, Bari 2008, ISBN 888875847X.
- Storia delle Chiese di Puglia (= Studi e ricerche. Band 3). Ecumenica, Bari 2007, ISBN 8888758364.
- mit Marcello Mignozzi und Marina Falla Castelfranchi: Sancte Marie de Cripta Maiore a Modugno e San Corrado il Guelfo. Temi e rituali funerari tra Puglia e Balcani in un santuario rupestre medievale (= Marenostrum. Segmenta. Band 3). Mario Adda Editore, Bari 2016, ISBN 8867172301.